# Cω
Cω (RU: [ˈsiː ˈəʊmɛɡə], EUA: [ˌsiː oʊˈmɛɡə, -oʊˈmeɪɡə]) é uma linguagem de programação criada pela Microsoft. É um extensão da linguagem de programação C#, desenvolvida pela equipe da WebData em um SQL Server em colaboração com a Microsoft Research no Reino Unido e Redmond.
Cω é uma tentativa de fazer arquivos que guardam informações (como banco de dados e documentos XML) acessíveis com a mesma facilidade e segurança da tipos tradicionais como strings e arrays. Muitas dessas idéias foram herdadas de um projeto anterior do time XML da WebData chamado X# e Xen. O Cω também inclui suporte a programação concorrente.